# Conus comatosa
Conus comatosa é uma espécie de gastrópode do gênero Conus, pertencente a família Conidae.

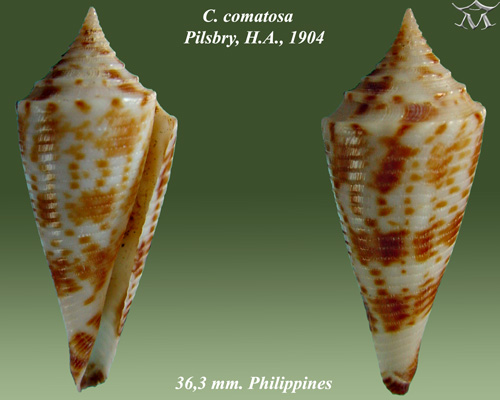
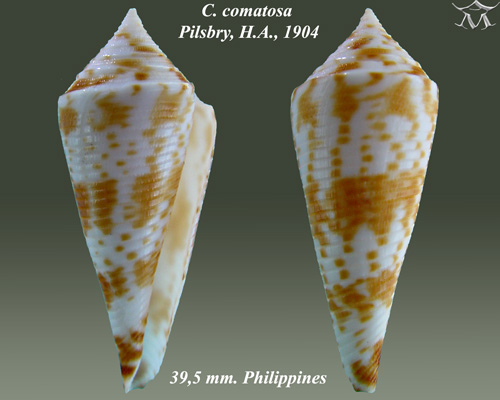